# Szklanka

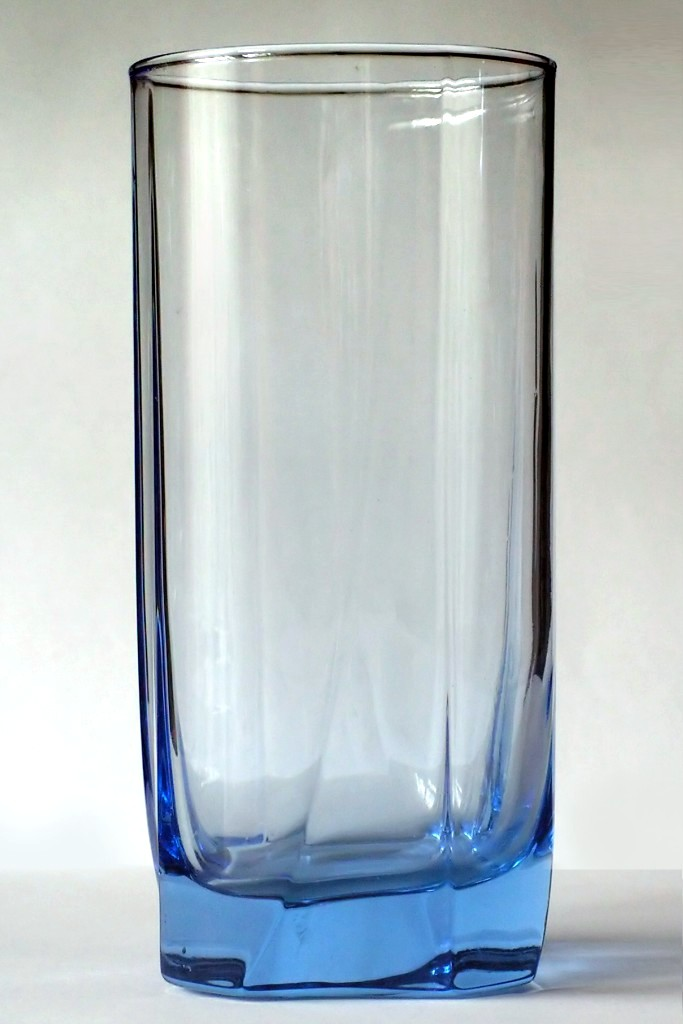
Szklanka

Szklanka – naczynie szklane do picia o objętości około 200–250 ml, najczęściej w formie cylindra lub lekko stożkowe, bez stopy i przykrycia; element zastawy stołowej.
Szklanka, zwana dawniej szklanicą lub śklenicą, była używana do picia piwa, a w niektórych przypadkach – także wina i miodu. Wówczas szklenice miały objętość trzech dzisiejszych szklanek. 
Naczynie to jest znane i używane od początku naszej ery. Przybierało rozmaite kształty, zwłaszcza w starożytności. W średniowieczu powszechne było zdobione brodawkami i nitkami szklanymi, nakładanymi na zewnętrzną powierzchnię. W czasach nowożytnych szklanki malowano farbami emaliowymi, od końca XVII w. stosowano również motywy dekoracyjne szlifowane i rżnięte.
Występują także szklanki z uchem do picia gorących napojów takich jak herbata czy kawa.
Kasper Miaskowski w swoim zbiorze wierszy z czasów Zygmunta III Wazy tak mówi o szklenicach kolorowych:
Jako rzemieślnik tak szkło postawi
Zielonym, złotym i szafirowym
Pędzlem i kształtem pozornie nowym.